# Onthophagus bicallosus
Onthophagus bicallosus är en skalbaggsart som beskrevs av Johann Christoph Friedrich Klug 1855. Onthophagus bicallosus ingår i släktet Onthophagus och familjen bladhorningar. Inga underarter finns listade i Catalogue of Life.